# Mysunde jættestue
Mysunde jættestue ligger cirka 100 meter syd for byen Mysunde på halvøen Svans i Sydslesvig. Jættestuen ligger på samme sted som mindestenen for de tyske faldne fra Slaget ved Mysunde.
I 1842 blev den sydlige del af højen sløjfet og gravkammeret blev tømt. Rundhøjen havde oprindelig en diameter på cirka 30 til 35 meter og og en højde på mindst tre meter. Gangen ind til jættestuens kammer er cirka 0,8 meter bred og havde 1842 formentlig en længe på syv meter.
Kammeret bestod af elleve bæresten, der bar fire dæksten og hvor imellem der var udfyldt med en tørmur af mindre stenflager. Kammeret, der er orienteret øst-vest, havde en længe på 5,25 meter. Bredden varierer mellem 2,2 meter ved den vestlige smalside og 1,68 meter ved den østlige smalside. Højden er på cirka 1,3 meter. Dets grundplan er trapez-agtig. Gulvet i kammeret har været brolagt med flade håndstore sten, herover lå et fint lag af brændt knust flint og brændt ler. I kammerets vestlige del fandt arkæologerne i 1842 en lerkrukke. I 1962 fandtes der ravperler og smalle flintklinger. I kammerets østlige del fandtes skeletrester.

## Eksterne links
- Wikimedia Commons har flere filer relateret til Mysunde jættestue

54°31′10.7″N 9°43′17″Ø / 54.519639°N 9.72139°Ø